# الفن في إسكتلندا الحديثة
يشمل الفن في إسكتلندا الحديثة جميع جوانب الفنون المرئية في البلاد منذ بدايات القرن العشرين. سيطر على المشهد الفني في أوائل القرن العشرين، أعمال لمجموعة أعضاء من مدرسة غلاسكو عُرفوا باسم «الأربعة»، بقيادة تشارلز ريني ماكينتوش، الذين اكتسبوا شهرة عالمية بسبب مزيجهم من حركة الفنون والحرف والفن الجديد «آرت نوفو». كان هناك اهتمام متزايد بأشكال الحركة الحداثية، إذ ساعد ويليام جونستون على تطوير مفهوم النهضة الإسكتلندية. واتبع العديد من كبار الفنانين في فترة ما بعد الحرب نمطًا من الواقعية الإسكتلندية، مثل: جون بيلاني وألكساندر موفات. يمكن رؤية تأثير موفات منذ أواخر القرن العشرين في أعمال مثل «أولاد غلاسكو الجدد». وواصلت إسكتلندا في القرن الحادي والعشرين إنتاج فنانين مؤثرين مثل: دوغلاس غوردون وسوزان فيليبس.
تمتلك إسكتلندا مجموعة مهمة جدًا من الفن، مثل المعرض الوطني الإسكتلندي والمتحف الوطني الإسكتلندي في إدنبرة ومجموعة بوريل ومتحف ومعرض كيلفينغروف في غلاسكو. تشمل المدارس الفنية البارزة كلية إدنبرة للفنون ومدرسة غلاسكو للفنون. الهيئة الرئيسية المسؤولة عن تمويل الفنون في البلاد هي إسكتلندا الإبداعية، وقُدِّم الدعم لها من قبل المجالس المحلية والمؤسسات المستقلة.

## بدايات القرن العشرين

### مدرسة غلاسكو

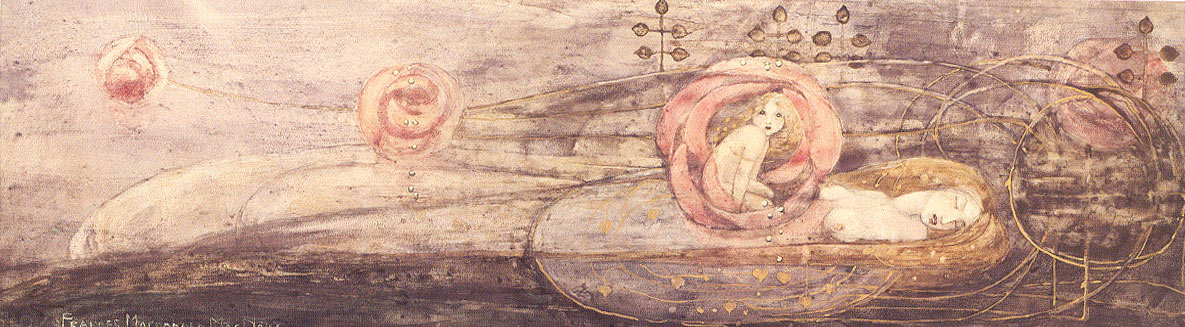
لوحة «الأميرة النائمة» بريشة فرانسيس ماكدونالد (1909)

ارتبطت تطورات الفن الإسكتلندي بمدرسة غلاسكو في أواخر القرن التاسع عشر وأوائل القرن العشرين، وهو مصطلح مُستخدم لوصف عدد من المجموعات المتمركزة حول المدينة. كانت المجموعة الأكثر أهمية بينهم، هي المجموعة المعروفة باسم «الأربعة» أو «مدرسة سبوك» التي نشطت منذ حوالي عام 1890، وهي مؤلفة من المهندس المعماريّ الشهير تشارلز ريني ماكينتوش (1868-1928)، وزوجته الرسامة والمُختصّة بالنحت على الزجاج مارغريت ماكدونالد ماكينتوش (1865-1933)، وأختها الفنانة فرانسيس ماكدونالد (1873-1921)، وزوجها الفنان والمعلم هربرت ماكنير (1868-1955). وقد أنتجوا مزيجًا مميزًا من التأثيرات، بما في ذلك الإحياء الكلتيّ وحركة الفنون والحرف، وفن التأثير الياباني، الذي اكتسب شهرة واسعة في جميع أنحاء عالم الفن الحديث في قارة أوروبا وساعد في تحديد نمط الفن الجديد.

### الملوِّنين الإسكتلنديين

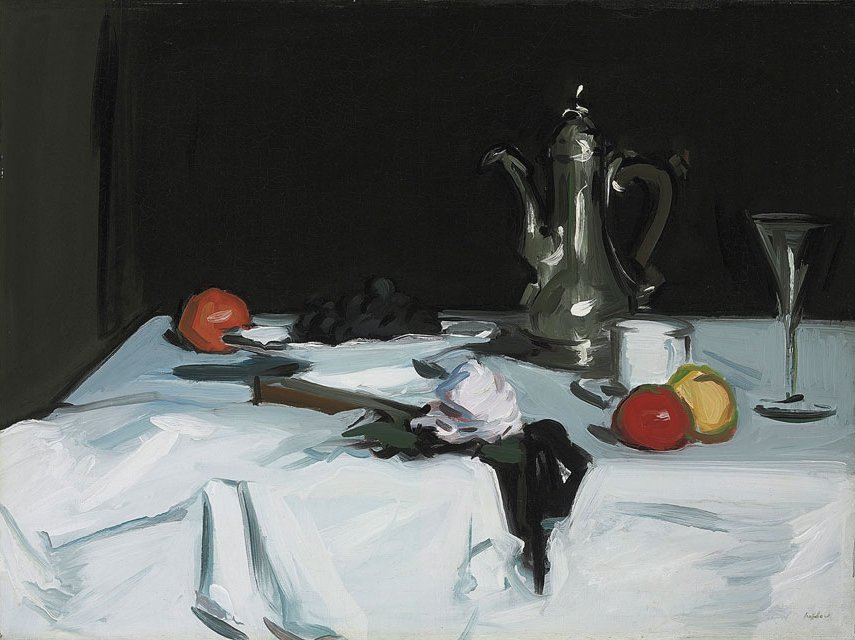
لوحة «إناء القهوة» بريشة صموئيل بيبلو (1905)

كانت أول مجموعة كبيرة من الفنانين الإسكتلنديين الذين ظهروا في العشرينيات القرن العشرين هم: الملوِّنين الإسكتلنديين، وهم: جون دونكان فيرغسون (1874-1961)، فرانسيس كاديل (1883-1937)، صامويل بيبلو (1871-1935) وليزلي هنتر (1877-1931). عرف هؤلاء الرسامون بعضهم البعض وأقاموا المعارض سويةً لكنهم لم يتمكنوا من تشكيل مجموعة متماسكة. قضوا جميعًا وقتًا في فرنسا بين عامي 1900 و1914، وبحثوا عن الإلهام في باريس، وتحديدًا في المدرسة الحوشية، عند فنانين من أمثال كلود مونيه وهنري ماتيس وبول سيزان، الذين تشابهت أساليبهم مع تقاليد الرسم الإسكتلندية. وُصفوا كأول فنانين إسكتلنديين حديثين وكانوا السبب في وصول حركة ما بعد الانطباعية إلى إسكتلندا. كان لفيرغسون تأثير كبير في جلب الحداثة إلى الفن الإسكتلندي.

### مدرسة إدنبرة
أصبحت مجموعة الفنانين المرتبطين بإدنبرة، والذين درس معظمهم في كلية إدنبرة للفنون أثناء الحرب العالمية الأولى، تُعرف باسم مدرسة إدنبرة. تأثروا بالرسامين الفرنسيين ومدارسهم الفنية، وتميز فنهم في كثير من الأحيان باستخدام الألوان الزاهية والتقنيات الجريئة. من بين هؤلاء الأعضاء: ويليام جورج غيليس (1898-1973)، الذي ركز على المناظر الطبيعية، جون ماكسويل (1905-1962) الذي ركز أيضًا على المناظر الطبيعية ودراسة الموضوعات الخيالية، وليام غيسلر (1894-1963)، وليام كروزييه (1893-1930)، ويليام ماك ماكغارت (1903–1981)، وآن ريدباث (1895-1965)، التي اشتُهرت بتصويرها ثنائي الأبعاد للأشياء اليومية.

### الحداثة والنهضة الإسكتلندية
صاغ الفيلسوف وعالم الاجتماع ومخطط المدن والكاتب باتريك جيدس (1854-1932) مصطلح «النهضة الإسكتلندية» في مجلته «إيفرغرين». وزعم أن التطور التكنولوجي يجب أن يكون موازيًا لتطور الفنون. تناول الجيل الجديد هذه الأفكار، بقيادة الشاعر هيو ماكديارميد الذي شجَّع على فكرة المزج بين العلم والفن، وإدخال الحداثة في الفن وخلق فن وطني مميز. طُبّقت هذه الأفكار في الفن في فترة ما بين الحرب من قبل عدة شخصيّات منهم: ستانلي كورسيتر (1887-1976)، وليام ماكانس (1894-1970)، وويليام جونستون (1897-1981). تأثر الفنان ستانلي كورسيتر بحركة ما بعد الانطباعية وحركة المستقبلية الإيطالية، ويمكن أن نرى هذا في أعماله مثل: فيلمه المطر في شارع الأميرة (1913) ولوحة «ريغاتا» (1913). وأصبح لاحقًا رسامًا رئيسيًا في بلده الأصلي أوركني، ومديرًا للمتحف الوطني في إسكتلندا، واقترح إنشاء معرض وطني للفن الحديث في عام 1930.
كان فيرغسون أحد الفنانين البريطانيين القلائل الذين ادّعوا أنهم لعبوا دورًا في خلق الحداثة وربما لعبوا دورًا رئيسيًا في تشكيل أفكار ماكديرميد. يمكن رؤية اهتمامه بالصور الآلية في لوحاته تعاون مع ماكديرميد في مجلة «الفن الإسكتلندي والرسائل» واقتبس ماكديرميد فيما بعد من أعماله.
كانت أعمال ويليام ماكانس المبكرة تتبع أسلوب ما بعد الانطباعية الجريئة، ثم انتقل بعد الحرب العالمية الأولى إلى لندن مع زوجته وطالبته أغنيس ميلر باركر (1895-1980)، إذ انضم إلى نفس الوسط الفني لفيرغسون، وويندهام لويس (1882-1957) والملحن القومي فرانسيس جورج سكوت. يمكن ملاحظة تأثره بهؤلاء الفنانين في أعماله مثل: لوحة النساء في المصعد ((1925 والمهندس وزوجته (1925).
وليام جونستون (1897-1981) هو ابن عم إف. جي. سكوت وقد التقى ماكديرميد عندما كان طالبًأ في أدنبرة. ودرس فن التكعيبية والسريالية وتعرَّف على الفن الأمريكي الجديد من خلال زوجته النحاتة فلورا ماكدونالد. ثم اتجه نحو الفن التجريدي، في محاولة للاستفادة من جوانب المناظر الطبيعية والشعر. وصف مؤرخ الفن دنكان ماكميلان أهم أعماله «نقطة في الوقت» (1929-1938) بأنها واحدة من أهم اللوحات الإسكتلندية في القرن وواحدة من أكثر اللوحات الرائعة لأي رسام بريطاني في تلك الفترة.

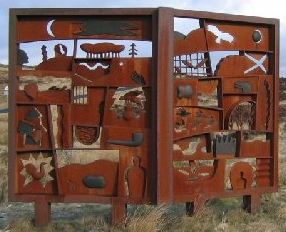
نصب ماكديارمد من عمل جيك هارفي (1982–84)

هناك بعض الفنانين الآخرين المتأثرين بالحداثة مثل: جيمس ماكينتوش باتريك (1907-1998) وإدوارد بيرد (1904-1949). إذ تدرب كلاهما في غلاسكو، لكنهما قضيا معظم حياتهما المهنية في مدينتي دندي ومونتروز. تأثر كلاهما بالسُّريالية وأعمال بيتر بروغل الأكبر. اكتسب ماكينتوش باتريك شهرته في مجال النّقش والحفر الفني قبل نجاحه في الرسم. ومن الشخصيات البارزة في هذا المجال في فترة ما بين الحرب: ويليام ويلسون (1905-1972) وإيان فليمينغ (1906-1994).

### المجموعة الإسكتلندية الجديدة
عاد فيرغسون، وهو أقدم عضو في فريق المُلوِّنين الإسكتلنديين، إلى إسكتلندا من فرنسا في عام 1939، قبل اندلاع الحرب العالمية الثانية، إذ أصبح شخصية بارزة بين مجموعة من الفنانين في غلاسكو. وشكل أعضاء مجموعة فيرغسون نادي الفن الجديد في عام 1940، ردًا على تأسيس نادي غلاسكو الفني. أُقيم أول معرض فني خاص بالمجموعة الإسكتلندية الجديدة، برئاسة فيرغسون في عام 1942.
لم يكن لدى هذه المجموعة نفس الأسلوب، لكنهم تشاركوا الميول اليسارية وضموا الفنانين المتأثرين بالاتجاهات المختلفة في الفن المعاصر. من بين الرسامين المشاركين: دونالد بين (1904-1979)، المُتأثر بالتعبيرية، وويليام كروسبي (1915–1999) المُتأثر بالسريالية، وماري دي بانزي (1918-1990) المُتأثرة بالتعبيرية وبشكل خاص بالفنان الفرنسي بول غوغان.
تأثرت إيزابيل بابيانسكا (من مواليد 1920) بالفنان التعبيري الفرنسي الروسي شيم سوتين. تأثرت أيضًا أعمال ميلي فرود (1900–1988) بالتعبيرية، فاحتوت على ألوان زاهية وخطوط مشابهة لأسلوب فان غوخ.

### التصوير
تضمنت أعمال التصوير الفوتوغرافي البارزة في إسكتلندا في أوائل القرن العشرين أعمال الفنانين الزائرين، مثل: ألفين لانغدون كوبورن (1882-1966)، الذين قاموا بإنتاج الرسوم التوضيحية لأعمال روبرت لويس ستيفنسون وباول ستراند (1890-1976). كان هناك أيضًا سجل غوربالس في غلاسكو الذي صنعه بيرت هاردي (1913–1995)، وجوزيف ماكنزي (من مواليد 1929) وأوسكار مارزارولي (1933-1988). لكن انخفض التحصيل الفني فيما بعد في إسكتلندا في أوائل القرن العشرين بعد أن كانت رائدة في مجال التصوير الفوتوغرافي في أواخر القرن التاسع عشر.

## من أواخر القرن العشرين وحتى الوقت الحاضر

### فنانون ما بعد الحرب

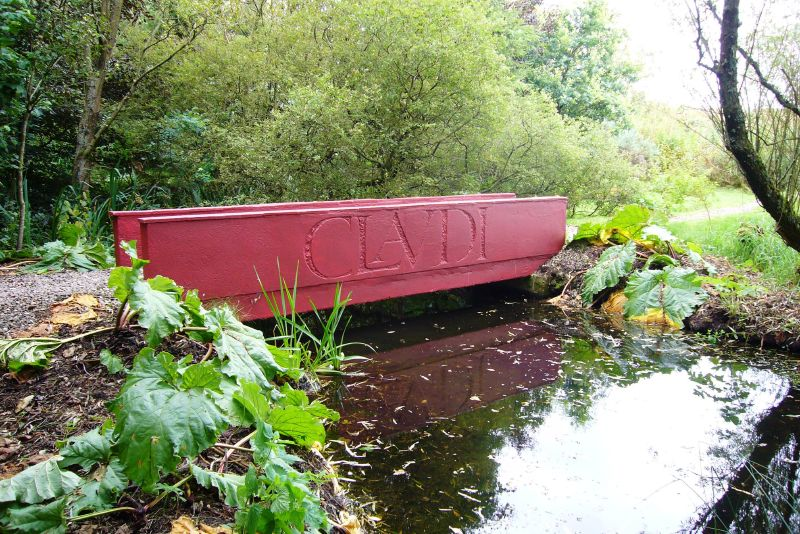
جسر كلاودي في «حديقة ليتل سبارتا» لإيان هاميلتون فينلاي

برز العديد من الفنانين في فترة ما بعد الحرب، منهم: روبن فيليبسون (1916-1992)، الذي تأثر بالمُلوَّنين الإسكتلنديين، وبفن البوب والرومانسية الجديدة. كان روبرت مأكبرايد (1913–1966) وروبرت كولكوهون (1914–1964) وجوان آردلي (1912–1963) من خريجي كلية غلاسكو للفنون. فقد تأثر روبرت مأكبرايد وروبرت كولكوهون بفن الرومانسية الجديدة والتكعيبية. بينما انتقل جوان إردلي المولود في إنجلترا إلى غلاسكو لاستكشاف المناظر الطبيعية لساحل كينكردينشير.
كان ويلهيلمينا بارنز غراهام (1912-2004) ومارغريت ميليس (1914-2009) من الفنانين الإسكتلنديين الذين واصلوا تقليد رسم المناظر الطبيعية وانضموا إلى الجيل الجديد من الفنانين الحداثيين.
بقيت باريس وجهة رئيسية للفنانين الإسكتلنديين، إذ زارها الفنان آلان ديفي (1920-2014)، الذي تأثر بالجاز وبوذية الزن، وانتقل فيما بعد إلى أسلوب التعبيرية التجريدية.
استكشف عمل إيان هاميلتون فينلاي (1925-2006) الحدود بين النحت وصناعة المطبوعات والأدب والهندسة الطبيعية. وكان عمله الأكثر نجاحًا «حديقة ليتل سبارتا» في عام 1960.